# Nkan

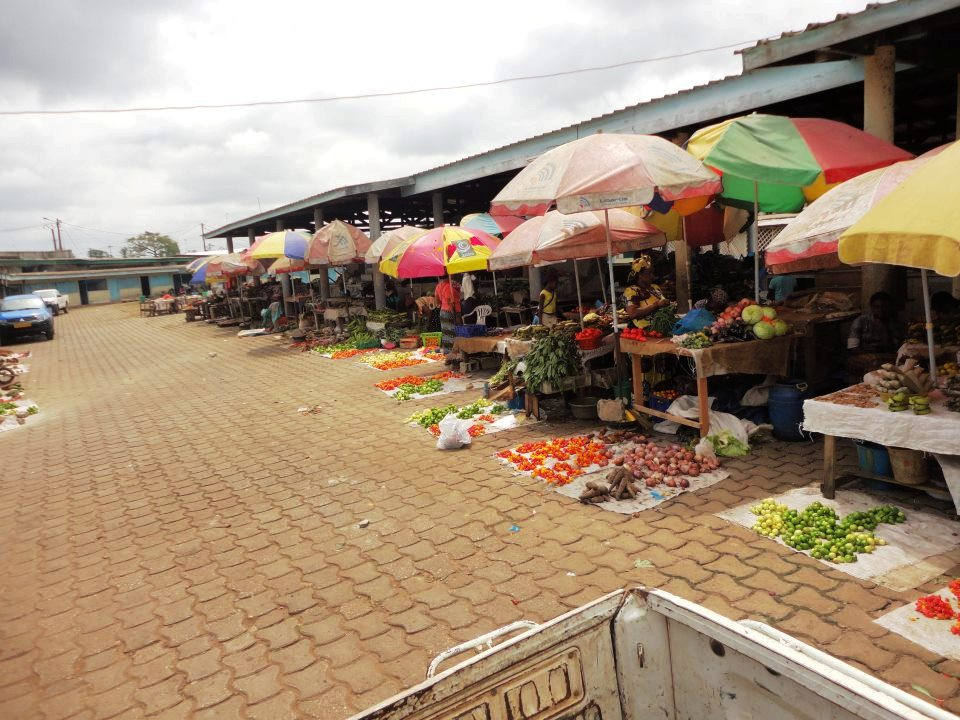

Nkan est une ville du Gabon dans la province de l'Estuaire. Sa population s'élevait à 11 113 habitants en 2010.

## Transports et Communications
Nkan dispose d'un aéroport, code NKA.